# Amya Clarke
Amya Clarke (* 10. September 1999 in Christ Church Nichola Town) ist eine Leichtathletin aus St. Kitts und Nevis, die sich auf den Sprint spezialisiert hat.

## Sportliche Laufbahn
Erste Erfahrungen bei internationalen Meisterschaften sammelte Amya Clarke bei den CARIFTA-Games 2015 in Basseterre, bei denen sie mit 12,19 s in der ersten Runde im 100-Meter-Lauf in der U18-Altersklasse ausschied. 2018 startete sie bei den CARIFTA-Games in Nassau über dieselbe Distanz in der U20-Altersklasse, verpasste aber auch dort mit 13,01 s den Finaleinzug. 2019 besuchte sie das Iowa Western Community College und anschließend begann sie ein Studium an der University of Akron in Ohio. 2021 gewann sie bei den U23-NACAC-Meisterschaften in San José in 11,90 s die Silbermedaille über 100 m und nahm anschließend dank einer Wildcard an den Olympischen Spielen in Tokio teil und schied dort mit 11,71 s im Vorlauf aus. Zudem war sie Fahnenträgerin ihrer Nation bei der Eröffnungsfeier der Spiele. Anfang Dezember gewann sie dann bei den erstmals ausgetragenen Panamerikanischen Juniorenspielen in Cali in 11,58 s die Silbermedaille hinter den Ecuadorianerin Anahí Suárez. 2022 startete sie dank einer Wildcard über 100 Meter bei den Weltmeisterschaften in Eugene und schied dort mit 11,98 s in der ersten Runde aus.

## Persönliche Bestzeiten
- 100 Meter: 11,41 s (+1,8 m/s), 14. Mai 2022 in Kalamazoo
  - 60 Meter (Halle): 7,34 s, 26. Februar 2022 in Kent
- 200 Meter: 23,90 s (+1,2 m/s), 8. Mai 2021 in Oxford
  - 200 Meter (Halle): 24,55 s, 29. Januar 2022 in State College